# Copper Coast Council
Koordinaten: 33° 58′ S, 137° 43′ O

Der District Council of the Copper Coast ist ein lokales Verwaltungsgebiet (LGA) im australischen Bundesstaat South Australia. Das Gebiet ist 773 km² groß und hat etwa 14.000 Einwohner (2016).
Die Copper Coast liegt im Norden der Yorke Peninsula am Spencer-Golf etwa 140 Kilometer nordwestlich der Metropole Adelaide. Das Gebiet beinhaltet 28 Ortsteile und Ortschaften: Boors Plain, Cross Roads, Cunliffe, Hamley, Jericho, Jerusalem, Kadina, Kooroona, Matta Flat, Moonta, East Moonta, North Moonta, Moonta Bay, Moonta Mines, Newtown, North Beach, Paramatta, Paskeville, Port Hughes, Thrington, Tickera, Wallaroo, Wallaroo Mines, Wallaroo Plain, Warburto, Willamulka, Yelta und North Yelta. Der Verwaltungssitz des Councils befindet sich in Kadina im Zentrum der LGA, wo etwa 4600 Einwohner leben (2016).

## Verwaltung
Der Council der Copper Coast hat elf Mitglieder, zehn Councillor werden von den Bewohnern der vier Wards gewählt (je drei aus Kadina, Moonta und Wallaroo Ward, einer aus dem Paskeville Ward). Diese vier Bezirke sind unabhängig von den Ortschaften festgelegt. Der Vorsitzende und Mayor (Bürgermeister) des Councils wird zusätzlich von allen Bewohnern der LGA gewählt.